# ひのき屋
ひのき屋（Hinoki-ya）は、1998年に北海道函館市で結成され、北海道函館市を拠点に活動する日本のバンド。

## メンバー

### 現メンバー
ワタナベヒロシ（ギター、ボーカル）
1975年1月15日生まれ。北海道二海郡八雲町出身。函館大学付属有斗高校時代は陸上部で活躍。函館大学英文秘書科コース卒業。フォークソングをこよなく愛し、大学在学時から街角に立って歌いはじめる。ギター片手に旅に出た佐渡島でひのき屋メンバーと出会った。こどものころの夢はプロレスラー。
ソガ直人（篠笛、鍵盤ハーモニカ）
1971年4月6日生まれ。奈良県奈良市出身。自由の森学園高校卒業後、北海道教育大学函館校・北海道教育大学院で縄文土器の分析に熱中するかたわら、山登りやお祭り探訪を行うサークル「人間学研究会」を立ち上げた。ひのき屋結成の言い出しっぺでもある。2004年から、はこだて観光大使。はこだて国際民俗芸術祭では芸術監督を担当。日々、文化や芸術、人々が交流する街のあり方を探求している。家庭ではふたりの息子のお父さん。
しまだめぐみ（太鼓、歌）
京都府木津川市出身。奈良育英高校在学中に、全国高校サッカー選手権に出場したサッカー部を東京まで応援に行ったのがきっかけでサッカー観戦にはまる。卒業後、関西を飛び出し北海道教育大学函館校へ。大学時代は1年休学し日本各地の芸能やお祭りを探訪。日本の文化の奥深さを知る体験を幾度となく味わった。乗り物に弱いのに１年の大半をひのき屋で車移動という過酷なチャレンジを絶賛続行中。
雨宮牧子（パーカッション）
北海道岩見沢市出身。6人からなる兄弟姉妹の3番目という大家族で育つ。北海道教育大学函館校卒業。ワタナベヒロシとともに、こどもたちにたいこの楽しさを伝えるワークショップ（体験型講習）も精力的に行っている。演奏活動の傍ら、学童保育「ひのてん」の中心的役割も担う。
本多貴幸（ウッドベース）
埼玉県秩父市出身。高校時代にひのき屋ライブの手伝いをしたことがきっかけで北海道函館市に移住。長い下積み生活を経て2017年4月、ひのき屋に正式メンバーとして加入。

### サポートメンバー
大友剛（アコーディオン、鍵盤ハーモニカ）
パロシクスからサポートメンバーとして、2004年のブラジルツアーに参加した。その演奏はアルバム『プラタナスの樹』に収録された。2005年のマキシシングル『風のゴルモン』の収録に参加した。
山北紀彦（アフリカンパーカッション）
N'DANA（ンダナ）からサポートメンバーとして、2005年の国内ツアーに参加した。その演奏はアルバム『ひのき屋・トラベリングバンド』に収録された。
曽我大穂（フルート）
CINEMA dub MONKS（シネマ・ダブ・モンクス）からサポートメンバーとして、2005年の欧州ツアーに参加した。その演奏はアルバム『ひのき屋・トラベリングバンド』に収録された。
田中馨（ベース）
SAKEROCK（サケロック）からサポートメンバーとして、2007年の欧州ツアーに参加した。その演奏はアルバム『ライブ・プトヴァーニェ』に収録された。

### 旧メンバー
三田健司（アフリカンパーカッション）
1999年10月23日に行われた上磯町公演から見習いスタッフとして参加。2000年1月からメンバーとして演奏した。並行して、山北紀彦とともにアフリカンパーカッションユニット・ドンパラを結成。2001年4月に「ドンパラの活動が忙しくなったため、ひのき屋をやめて専念する」ことが発表された。
ふくだたくま（太鼓）
1998年4月 - 2003年8月。脱退後、事務職員に転向した。
真島輝（ピアノ、ギター）
2003年2月から2003年6月まで音響スタッフ。2003年7月からメンバーとして演奏した。2005年1月に「本人の強い希望により、独立してソロ活動に専念すること」が発表された。

## 特徴
日本の祭りで使われる太鼓、笛、鳴り物を中心に、ギターやベース、鍵盤ハーモニカなどの楽器を使い、オリジナル曲やカバー曲を演奏している。日本伝統の民謡や盆踊りのような曲がある一方、外国の風景を思わせる情緒的な曲も手がけている。マイム・マイムに代表される、いわゆるフォークダンスの曲も演奏している。対象年齢や客層が幅広く、幼稚園、保育園、小学校、中学校、高校、特別支援学校で演奏するほか、ライブハウスや公共ホール、老人福祉施設等で演奏している。

## 略歴

### 結成から現在まで

#### 結成
北海道教育大学院を修了したソガ直人を中心に、1998年4月に北海道函館市で結成。北海道教育大学函館校を卒業したしまだめぐみ、雨宮牧子、北海道教育大学大学院に在籍していたふくだたくまが結成時のメンバー。その後、函館大学を卒業して一般企業に就職したワタナベヒロシが退社して合流。メンバーは5人になった。

#### たいこ楽団ひのき屋
結成から5年間、「たいこ楽団」を団体名の前置きにしていた。公演における表記で古いものは、1999年7月10日につくしの子保育園で行われた公演『だ・だ・だ』の副題として「たいこ楽団ひのき屋」の表記がみられる。この表記はその後、2003年5月から6月にかけて行われた「ぐるり一周全道ツアー」、そして2003年6月29日に公立はこだて未来大学で行われた「はこだて新発見野外ライブ」まで使われた。アルバムにおける表記は、2001年に自主制作されたファーストアルバム『たいこ楽団ひのき屋』から、4枚目のアルバム『ボン-ヂア』まで。
2003年、真島輝の加入とふくだの脱退をきっかけに、演奏の内容が変化した。『ボン-ヂア』に収録されたオリジナル曲「stormy（ストーミー）」は、真島のピアノとしまだの太鼓が激しく交錯する曲調で、その変化の象徴とされた。

#### ひのき屋・トラベリングバンド
2005年、真島の脱退でメンバーが4人になり、ふたたび演奏の内容が変化した。2005年のマキシシングル『風のゴルモン』では多くのサポートメンバーを迎え、メロディーやアレンジを重視した実験的な曲を収録することとなった。この『風のゴルモン』の副題は「Theme of travelin' taiko.（テーマ・オブ・トラベリング・タイコ）」（旅するたいこのテーマ）とされ、このときから「旅」というキーワードを表記に取り入れるようになった。
2006年に「ひのき屋・欧州ツアー」の演奏を収録した映像DVD付きアルバム『ひのき屋・トラベリングバンド』を発売。このときから自身を「トラベリングバンド」と呼ぶようになった。

#### ひのき屋・わいわい音楽隊！
2008年7月に、主に小学生以下の児童を対象とする「ひのき屋・わいわい音楽隊！」という作品を発表した。初演から現在まで、幼稚園、保育園、小学校の芸術鑑賞会、子ども劇場などで上演している。アルバムのタイトルにこの作品名は使われていない。

#### ひのき屋の新春獅子舞企画
2010年10月に、主に社会福祉施設の利用者を対象とする「ひのき屋の新春獅子舞企画」という作品を発表した。新春の時期に限定して獅子舞を上演している。

#### 現在
「旅するフェスティバル」をテーマに、ソガ直人、しまだめぐみ、雨宮牧子、ワタナベヒロシ、本多貴幸のメンバー5人で演奏している。
公演活動とともに、地元函館で文化振興活動を行っている。2003年に公立はこだて未来大学で、2004年に真宗大谷派函館別院で「はこだて新発見野外ライブ（主催：実行委員会）」を企画した。2008年から現在まで、「はこだて国際民俗芸術祭（主催：一般社団法人ワールズ・ミート・ジャパン）」を企画している。
2014年4月から現在まで、学童クラブ「ひのてん」を運営している。

### 主な公演実績
初の海外公演は、2001年のスタンフォード大学「インターカレッジエイト・タイコ・インビテーショナル・コンサート」。この公演は、クリス・ベルグストロム（en:Kris_Bergstrom）との出会いがきっかけで実現した。
2005年の「ひのき屋・欧州ツアー（フランスおよびギリシャを巡回）」は、国際交流基金の主催公演事業。
2006年の「日本人移住50周年記念公演」は、国際交流基金の海外公演助成事業。
2007年の「ひのき屋欧州ツアー（フランス、ベラルーシ、クロアチアおよびボスニア・ヘルツェゴヴィナを巡回）」は、国際交流基金の主催公演事業。
2011年の「ひのき屋東欧公演（チェコ、スロバキアおよびハンガリーを巡回）」は、国際交流基金の海外公演助成事業。
| 年     | 国または地域                                                                | 概要                                                                                         |
| ------ | --------------------------------------------------------------------------- | -------------------------------------------------------------------------------------------- |
| 2001年 | アメリカ カリフォルニア州                                                   | スタンフォード大学「インターカレッジエイト・タイコ・インビテーショナル・コンサート」に参加。 |
| 2002年 | クロアチア ザグレブ                                                         | 第36回「ザグレブ国際民俗芸術祭」に参加。                                                     |
| 2003年 | 台湾 台北市ほか                                                             | 「秋月の鼓舞ひのき屋ツアー」を台湾各地で実施。                                               |
| 2004年 | ブラジル リオグランデ・ド・スル州 ノーヴァ・プラタ                          | 「第７回国際民俗祭」に参加。                                                                 |
| 2005年 | ギリシャ ナフプリオ                                                         | 「国際フェスティバル」に参加。                                                               |
| 2005年 | フランス リヨン                                                             | 「音楽の日」に参加。                                                                         |
| 2006年 | ブラジル リオグランデ・ド・スル州                                           | 「日本人移住50周年記念公演」を実施。                                                         |
| 2006年 | 台湾                                                                        | 「ひのき屋ツアー」を実施。                                                                   |
| 2007年 | オーストラリア メルボルン、レイク・マコーリー                               | 「ムンバ・フェスティバル」に参加。「レイクマコーリー姉妹都市公演」を実施。                   |
| 2007年 | ボスニア・ヘルツェゴビナ サラエボ                                           | 「バシチャルシヤ・ノチ（サラエボ音楽祭）」に参加、「国立劇場公演」を実施。                   |
| 2007年 | フランス リヨン                                                             | 「音楽の日」に参加。                                                                         |
| 2007年 | クロアチア ザグレブ、ザダル                                                 | 「ザグレブ公演」「ザタル公演」を実施。                                                       |
| 2007年 | ベラルーシ ミンスク、モギリョフ                                             | 「日ベラルーシ外交関係樹立15周年記念公演」を実施。                                           |
| 2008年 | ドイツ デュッセルドルフ                                                     | 「日本デー」に参加。                                                                         |
| 2008年 | シンガポール                                                                | シンガポール伊勢丹（スコッツ店）「北海道フェア」に参加。                                     |
| 2008年 | ブラジル ブラジリア、ゴイアニア、パルマス                                   | 「日本ブラジル交流年認定事業・ひのき屋ブラジルツアー」を実施。                               |
| 2009年 | ボスニア・ヘルツェゴビナ サラエボ                                           | 「バシチャルシヤ・ノチ（サラエボ音楽祭）」に参加。                                           |
| 2009年 | クロアチア ザグレブ                                                         | 第43回「ザグレブ国際民俗芸術祭」に参加。                                                     |
| 2011年 | チェコ プラハ、ブルノ                                                       | 旧市街広場「イースターフェスティバル」に参加。「ブルノ公演」を実施。                         |
| 2011年 | スロバキア トルナヴァ                                                       | 「震災復興支援イベント」に参加。                                                             |
| 2011年 | ハンガリー ソルノク                                                         | 「ソルノク公演」を実施。中央公園「メーデー記念公演」に参加。                                 |
| 2014年 | 韓国 高陽市                                                                 | 「湖水芸術祭」に参加。                                                                       |
| 2015年 | ハンガリー ブダペスト                                                       | 「国際交流基金ブダペスト日本文化センター主催公演」に参加。                                   |
| 2015年 | ルーマニア ブカレスト                                                       | 「在ルーマニア日本大使館主催公演」に参加。                                                   |
| 2015年 | ブラジル サンパウロ、モジー・ダス・クルーセス、ベロ・オリゾンテ、ブラジリア | 「ひのき屋ブラジルツアー2015」を実施                                                         |
| 2017年 | 台湾 新北市                                                                 | 遠東百貨「台湾函館物産展」に参加。                                                           |

| 年     | 地域   | 概要                                                                                        |
| ------ | ------ | ------------------------------------------------------------------------------------------- |
| 2004年 | 小樽市 | 「ライジング・サン・ロックフェスティバル」のBOHEMIAN GARDEN（ボヘミアン・ガーデン）に参加。 |
| 2005年 | 愛知県 | 「愛・地球博」に参加。                                                                      |

### 受賞歴
2009年に北海道新聞社の第8回「北のみらい奨励賞」を受賞した。

## 作品・書籍等

### アルバム
2001年に初のアルバム『たいこ楽団ひのき屋』を自主制作。2006年にアルバム『ひのき屋・トラベリングバンド』を全国流通作品として発売。2013年にアルバム『Live! Live! Live!』を自主制作盤として発売した。
|    | 発売日        | タイトル                     | 規格品番  | 概要                                                                                                |
| -- | ------------- | ---------------------------- | --------- | --------------------------------------------------------------------------------------------------- |
| 1  | 2001年        | たいこ楽団ひのき屋           |           | 朝ねぼう、海船問屋、こもりく囃子、ゆかいな旅芸人、ドッコイダンダカ、バッファロー、全6曲。廃盤。     |
| 2  | 2003年        | あとのまつり                 |           | カバー絵を藤澤信輔が担当。全11曲。廃盤。                                                            |
| 3  | 2004年        | さんきゅうLIVE! 2004         |           | 突貫工事、風のゴルモン、星と舟、こきりこ節、づっつき節、ドッコイダンダカ、またあした、全7曲。廃盤。 |
| 4  | 2004年        | ボン-ヂア                    |           | 北海道ツアーの音源、全12曲。ジャケとブックレットはブラジルツアーの写真。廃盤。                      |
| 5  | 2006年4月19日 | ひのき屋・トラベリングバンド | DDCZ-1250 | 全10曲。4曲入り映像DVD（ZIDDB-1250）が付属。流通盤。                                                |
| 6  | 2007年6月16日 | プラタナスの樹               | DDCZ-1434 | 全14曲。                                                                                            |
| 7  | 2008年5月8日  | ライヴ・プトヴァーニェ       | DQC-77    | 全11曲。7曲入り映像DVD（DQCBB-77）が付属。                                                          |
| 8  | 2010年8月4日  | だるまさんがころんだ         | DQC-524   | 全10曲。ワタナベヒロシが唄いまくるにぎやかな曲が満載。                                              |
| 9  | 2013年6月5日  | Live! Live! Live!            | HTCD-1301 | 全13曲。ライブアルバム。                                                                            |
| 10 | 2016年5月14日 | コーヒー豆とこいのぼり       | HTCD-1601 | 全15曲。ライブアルバム。                                                                            |

### マキシシングル
2005年に初の全国流通作品となる『風のゴルモン』を発売した。
|   | 発売日        | タイトル     | 規格品番  | 概要                                                                               |
| - | ------------- | ------------ | --------- | ---------------------------------------------------------------------------------- |
| 1 | 2005年5月25日 | 風のゴルモン | DDCZ-1130 | イントロ、風のゴルモン、あとのまつり-SKA Flabor.-、プラタナスの樹、全4曲。流通盤。 |

### ソロアルバム
2010年にソガ直人が初のソロアルバム『バルカンの月』（DQC-525）を発売した。
|   | 発売日       | タイトル     | アーティスト | 規格品番 | 概要                                                |
| - | ------------ | ------------ | ------------ | -------- | --------------------------------------------------- |
| 1 | 2010年8月4日 | バルカンの月 | ソガ直人     | DQC-525  | インストゥルメンタルの世界が凝縮された1枚。流通盤。 |

### 書籍
2010年の『プラタナスの樹』は、原子禅の同行取材と、江本秀幸の同行写真をまとめた作品。
| 著者・タイトル等                                                                                             | 概要                                                                     |
| --- | ------------------------------------------------------------------------ |
| ひのき屋『ひのき屋の今日もたいこであそぼう』サンパティックカフェ、2002年2月。ISBN 978-4434024085。           | 「たいこはたのしいものなのさ！」たいこ遊びのメソッドを掲載。             |
| 原子禅（文）; 江本秀幸（写真）; ひのき屋（監修）『プラタナスの樹』中西出版、2010年8月。ISBN 978-4891152161。 | ひのき屋の結成から「はこだて国際民俗芸術祭」の開催までを文と写真で描く。 |